# István Udvardi
István Udvardi (Budapest, 27 febbraio 1960 – Kecskemét, 6 febbraio 2012) è stato un pallanuotista ungherese, vincitore di una medaglia di bronzo all'Olimpiade di Mosca 1980.
Ha militato per sette anni nel campionato italiano, indossando per due stagioni la calottina della Rari Nantes Savona in A1, per altre due quella della Rari Nantes Sori in A2 e quindi una stagione ciascuna nelle formazioni della Rari Nantes Camogli in A2, del Nuoto Catania in A2, conquistando la promozione nella massima serie e dell'Associazione Nuotatori Brescia in A1.
È improvvisamente scomparso nel 2012 all'età di 51 anni.

## Palmarès

### Club
- Coppa d'Ungheria: 1

Ferencváros: 1977-78
- Coppa delle Coppe: 3

Ferencváros: 1977-78, 1979-80
Vasas: 1985-86
- Supercoppa LEN: 3

Ferencváros: 1978, 1980
Vasas: 1985

### Nazionale
- Bronzo olimpico: 1

Ungheria: Mosca 1980
- Bronzo ai campionati europei juniores: 1

Ungheria: 1980